# Amaurobius geminus
Amaurobius geminus là một loài nhện trong họ Amaurobiidae.
Loài này thuộc chi Amaurobius. Amaurobius geminus được miêu tả năm 2002 bởi Konrad Thaler & Knoflach.